# Нарцистичен родител
Нарцистичен родител е родител, засегнат от нарцисизъм или нарцистично разстройство на личността. Обикновено нарцистичните родители са изключително и обсесивно близки с децата си и са застрашени от нарастващата им независимост. Това води до модел на нарцистична привързаност, като родителят смята, че детето съществува единствено, за да изпълни неговите нужди и желания. Нарцистичните родители често се опитват да контролират децата си със заплахи и емоционално насилие. Нарцистичното родителство се отразява неблагоприятно на психологическото развитие на децата, засягайки техните разсъждения и тяхното емоционално и обществено поведение и нагласи. Личните граници често се пренебрегват с цел да се моделира и манипулира детето, за да задоволи очакванията на родителя.
Нарцистичните хора имат ниско самочувствие и изпитват необходимост да контролират отношението на другите към тях, страхувайки се, че в противен случай ще бъдат отхвърлени и личните им неадекватности ще бъдат разкрити. Нарцистичните родители са самовглъбени, често до грандиозност. Те са склонни да бъдат негъвкави и им липсва емпатията, необходима за отглеждането на деца.

## Характеристики
Терминът нарцисизъм, използван в клиничното проучване на Зигмунд Фройд, включва самовъзвеличаване, самочувствие, уязвимост, страх от загуба на обичта на хората и от провал, разчитане на защитни механизми, перфекционизъм и междуличностни конфликти.
За да запазят самочувствието си и да защитят уязвимата си истинска същност, нарцисистите се стремят да контролират поведението на другите, особено на децата си, на които гледат като на продължение на себе си. Така нарцистичните родители често могат да говорят за поддържане на семейния имидж или за това, как децата трябва да носят поводи за гордост. Те могат да упрекнат децата си, че проявяват слабост, че са твърде драматични, че са егоисти или че не отговарят на очакванията им. Децата на нарцисисти се научават да играят своята роля и да демонстрират специалните си умения, особено на публични места. Обикновено те нямат много спомени за това, че са се чувствали обичани или ценени просто за това, което са. Вместо това, те свързват преживяването си на любов с изпълнение на изискванията на нарцистичния родител.
Нарцистичните родители имат постоянна нужда да са във фокуса на вниманието, преувеличават, търсят комплименти и унижават децата си. Наказанието под формата на обвинение, критика или емоционално изнудване и предизвикване на вина могат да бъдат използвани, за да се осигури изпълнение на желанията на родителя и тяхната непрекъсната нужда от нарцистично снабдяване с внимание.

## Децата на нарцисисти
Нарцисизмът има тенденция да се проявява в поколенията, като нарцистичните родители произвеждат на свой ред или нарцистични, или съзависими деца. Докато самоувереният родител може да позволи на детето си да се развива самостоятелно, нарцистичният родител вместо това използва детето, за да популяризира собствения си образ. Родител, загрижен за себе си, може да остави детето да се чувства като марионетка на емоционалните/интелектуални изисквания на родителя.
Децата на нарцистичен родител може да не подкрепят другите в дома. Наблюдавайки поведението на родителя, детето научава, че манипулацията и вината са ефективни стратегии за получаване на това, което иска. Детето може също така да развие фалшив Аз и да използва агресия и сплашване, за да постигне своето. Вместо това то може да инвестира в противоположни поведения, ако ги е наблюдавало сред приятели и други семейства. Когато детето на нарцистичен родител изпита сигурна, истинска любов или види примера, който се разиграва в други семейства, то може да идентифицира и да действа според разликите между своя живот и този на дете в здраво семейство. Например липсата на съпричастност, емпатия и нестабилността у дома може да увеличи собствената съпричастност на детето и желанието му да бъде уважавано. По същия начин силният емоционален контрол и незачитането на границите у дома може да увеличат емоционалното изразяване на детето и желанието му да проявява уважение към другите. Въпреки че детето наблюдава поведението на родителя, то често е и получател на същото поведение. Когато се появи алтернатива на болката и страданието, причинени у дома, детето може да избере да се съсредоточи върху по-успокояващо, предизвикващо сигурност поведение.
Някои често срещани проблеми в нарцистичното родителство са резултат от липсата на подходящо и отговорно възпитание. Това може да доведе до това детето да се чувства празно, несигурно в любовните взаимоотношения, да развива въображаеми страхове, да не вярва на другите, да изживява конфликт на идентичността и проблеми с обвързването.
Чувствителните, изпитващи вина деца в семейството може да се научат да задоволяват нуждите на родителя и да търсят любов, като се съобразяват с желанията на родителя. Нормалните чувства на детето се пренебрегват, отричат и в крайна сметка потискат в опитите да спечели „любовта“ на родителя. Вината и срамът държат детето заключено в състояние на спиране на развитието. Агресивните импулси и яростта могат да се отделят и да не се интегрират в нормалното развитие. Някои деца развиват фалшив Аз като защитен механизъм и стават зависими във взаимоотношенията. Несъзнателното отричане на истинската същност от страна на детето може да затвърди цикъла на себеомраза, страхувайки се от всяко напомняне за автентичната си същност.
Нарцистичното родителство може също да доведе до това децата да бъдат жертви или насилници, да имат лош или прекалено завишен образ за тялото им, да са склонни да употребяват и/или злоупотребяват с наркотици или алкохол и и да се държат (по потенциално вреден начин) за внимание.
В повечето случаи нарцисистът избира едно от децата в семейството за Златното дете (golden child), а другото дете за Изкупителната жертва (scapegoat). Златното дете се превръща в продължение на нарцисиста, който живее чрез него. В резултат на това много от Златните деца не развиват здравословно самочувствие и се борят с границите си. От друга страна Изкупителните жертви стават вместилище за всички негативни емоции на нарцистичния родител, който ги обвинява за всичко, което се обърква в семейството.

### Краткосрочни и дългосрочни ефекти
Поради своята уязвимост децата са изключително засегнати от поведението на нарцистичен родител. Нарцистичният родител често злоупотребява с нормалната родителска роля да напътства децата си и да взема основните решения в живота им, ставайки прекалено контролиращ. Това притежание и прекомерен контрол лишават детето от права; родителят вижда детето просто като свое продължение. Това може да се отрази на въображението и любопитство на детето и то често развива външен стил на мотивация. Това повишено ниво на контрол може да се дължи на необходимостта на нарцистичния родител да поддържа зависимостта на детето от него.
Нарцистичните родители бързо се разгневяват, което излага децата им на риск от физическо и емоционално насилие. За да избегнат гнева и наказанието, децата на нарцистичните родители често прибягват до изпълнение на всяко тяхно искане. Това се отразява както на благосъстоянието на детето, така и на способността му взема самостоятелно логични решения, а като възрастни те често нямат самочувствие и способност да придобият контрол над живота си. Кризата на идентичността, самотата и борбата със себеизразяването също често се наблюдават при деца, отгледани от нарцистичен родител. Борбата за откриване на собственото „аз“ като възрастен произтича от значителното количество проективна идентификация, която вече възрастният преживява като дете. Поради прекомерната идентификация с родителя, детето може никога да не получи възможността да изпита собствената си идентичност.

### Ефекти върху психичното здраве
Проучванията установяват, че децата на нарцистични родители имат значително по-висок процент на депресия и по-ниско самочувствие в зряла възраст, отколкото тези, които не възприемат възпитателите си като нарцистични. Липсата на емпатия от страна на родителя към детето допринася за това, тъй като желанията на детето често се отричат, чувствата му се ограничават, а цялостното му емоционално благополучие се пренебрегва.
Децата на нарцистични родители са научени да се подчиняват и да се съобразяват, което ги кара да губят представа за себе си като личности. Това може да доведе до това детето да има много малко спомени за това, че се е чувствало ценено или обичано от родителите си за това, че е било себе си, тъй като вместо това то свързва любовта и признанието с подчинение. Децата могат да се възползват от дистанцирането от нарцистичния родител. Някои деца на нарцистични родители прибягват до напускане на дома по време на юношеството, ако започнат да възприемат отношенията с родителите си като токсични.
Резултатите от предишно проучване показват, че нарцистичното родителско поведение оказва влияние върху самооценката на децата далеч в зряла възраст. Много от респондентите също така споменават, че се нуждаят от одобрението или утвърждаването на другите, за да се чувстват компетентни или достойни, а някои казват, че самочувствието им зависи изцяло от това колко „успешни“ се възприемат по отношение на външния си вид, социалния живот или академичните или професионалните си постижения. Анкетираните споменават също така как тези последици са се отразили на техните приятелства и романтични отношения като възрастни, а една от участничките изразява загриженост за това как тези последици ще се отразят на децата ѝ.